# SS Royal William
SS Royal William byl kanadský parník, kterému je někdy připisována první plavba přes Atlantik s využitím pouze parního pohonu, ačkoli totéž se už podařilo nizozemskému parníku britské výroby Curaçao. Loď totiž své plachty využívala pro pohon pouze během údržby parních kotlů.
Parník byl pojmenován podle britském monarchovi Vilémovi IV.
Parník objednal pivovarník John Molson společně se skupinou různých investorů. Na vodu byl spuštěn 27. dubna 1831 v Quebecu, ale parní motory byly vyrobeny a namontovány v Montrealu. V roce 1831 podnikl několik plaveb mezi Quebecem a koloniemi v Atlantiku, ale po vypuknutí epidemie cholery byly cesty zakázány. Proto se vlastníci rozhodli, že odplují do Evropy a najdou pro něj nějakého kupce. Parník opustil Nové Skotsko 18. srpna 1833 se sedmi cestujícími, nějakým nákladem a uhlím pro pohon a po 25 dnech doplul až k řece Temži. Poté byl prodán španělskému námořnictvu.
Jedním z jeho spoluvlastníků byl Samuel Cunard, obchodník z Halifaxu na Novém Skotsku, který na něm získal nové zkušenosti, které uplatnil, když založil novou lodní společnost Cunard Steamship Company.